# Kölner Dombaufest 1848

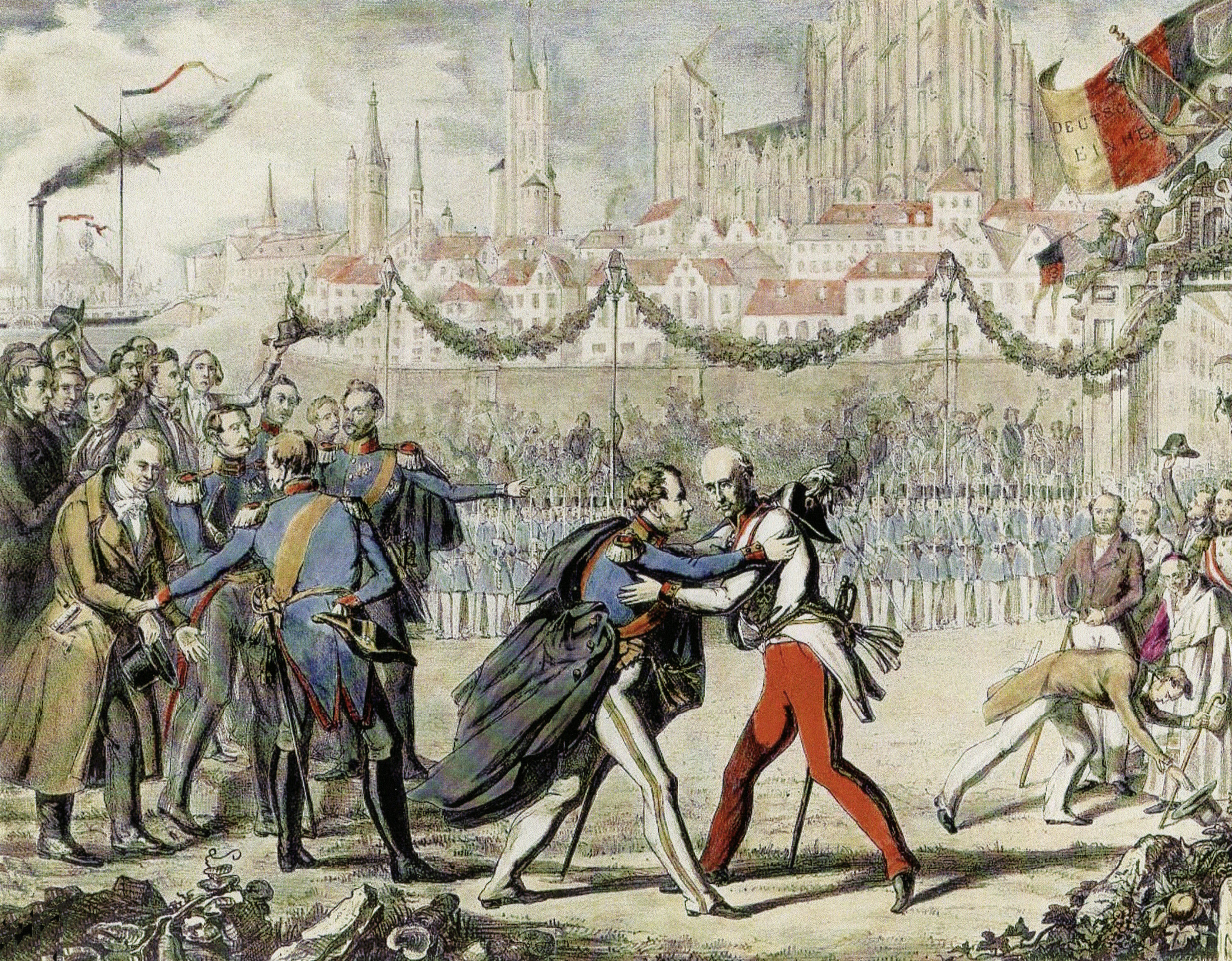
Friedrich Wilhelm IV. und Reichsverweser Erzherzog Johann begrüßen sich am Abend des 14. August, Lithographie von J. C. Schall (um 1848)

Das Kölner Dombaufest 1848 fand vom 14. bis 16. August 1848 anlässlich des 600. Jahrestages der Grundsteinlegung des Kölner Doms 1248 und der Weihe des provisorisch fertiggestellten Innenraums der Kathedrale statt. Sechs Jahre nach der „zweiten“ Grundsteinlegung zum Weiterbau 1842 war die Grundfläche des Doms zu einem zusammenhängenden, teils noch provisorisch mit einer Holzkonstruktion überdachten Kirchenraum verbunden worden.
Das von etwa 29.000 Teilnehmern besuchte Fest war als religiöse Feier geplant worden, erhielt durch die Revolutionsereignisse von 1848 aber auch große politische Bedeutung. Sowohl der preußische König Friedrich Wilhelm IV. als auch Reichsverweser Erzherzog Johann von Österreich als höchster Vertreter einer Provisorischen Zentralgewalt der ersten gesamtdeutschen Regierung sowie etwa 300 Abgeordnete der Frankfurter Nationalversammlung, darunter auch deren Präsident Heinrich von Gagern, waren bei den Feierlichkeiten anwesend. Es war damit das einzige größere Zusammentreffen von Repräsentanten der bürgerlichen Revolution und Vertretern der alten Herrschaftsmacht in den deutschen Ländern überhaupt und führte „erst- und letztmalig alle um Einfluss ringenden Parteien an einem Ort zusammen“.

## Vorgeschichte

### Weiterbau des Kölner Doms ab 1842

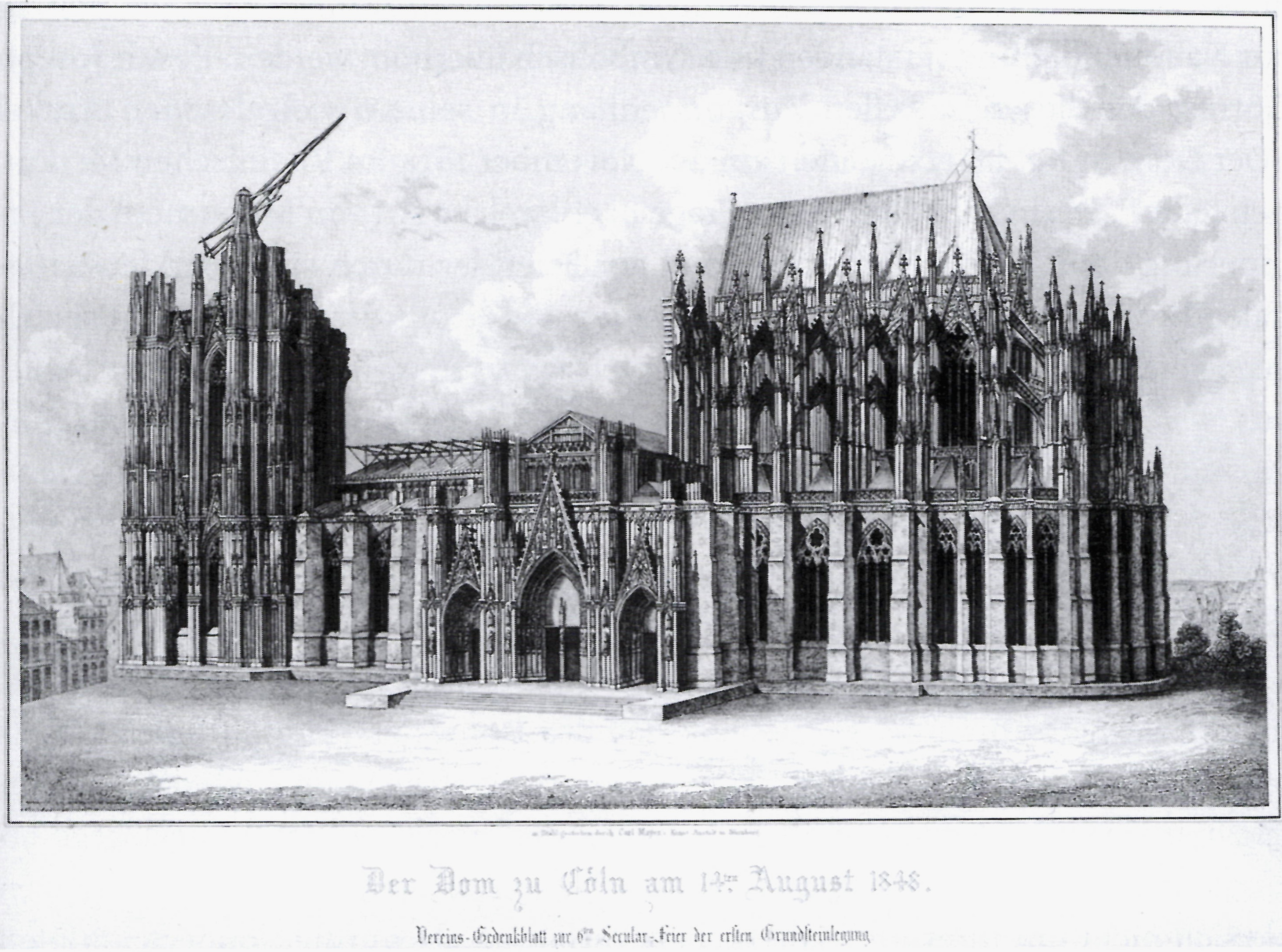
Gedenkblatt des Zentral-Dombau-Vereins zur „6ten Secular-Feier“

Nach Einstellung der Bauarbeiten am Kölner Dom im Jahr 1520 vergingen über drei Jahrhunderte, bis dessen Weiterbau begonnen und 1880 schließlich abgeschlossen wurde. Die Vollendung des Kölner Doms war mit verschiedenen Erwartungen verknüpft und erfüllte nach Thomas Nipperdey eine „Omnibus-Funktion“: Unterschiedlichen politischen Gruppierungen – beispielsweise konservativ-föderalistischen oder liberal-demokratischen – war es gleichermaßen möglich, sich aktiv für den Dombau einzusetzen. 1842 erfolgten die Gründung des Zentral-Dombau-Vereins (ZDV) sowie die Grundsteinlegung für den Weiterbau des Doms. Zuvor konnte der preußische Kronprinz Friedrich Wilhelm (IV.) als Förderer gewonnen werden, der sich beim ersten Dombaufest am 14. August 1842 zum Protektor der Domvollendung zu stilisieren versuchte. Bis August 1848 waren die Seitenschiffe von Lang- und Querhaus eingewölbt und die Mittelschiffe hatten die Höhe des Triforiums erreicht. Im Innenraum der Kathedrale fanden durch die Verbindung von Chor und Turmbauten mehrere tausend Menschen Platz.

### Planung des Festes
Die Planungen des Dombaufests begannen am 14. August 1847. Der Dombauverein als maßgeblicher Veranstalter wollte ein mehrtägiges und großes Fest von „grandios-prachtvollem Zuschnitt“, in dessen Mittelpunkt die Übergabe der fertiggestellten Teile der Kathedrale an den Kölner Erzbischof und die Weihe des Kirchenschiffs stehen sollten. Somit wurde das Fest „dezidiert als religiöse Feier“ geplant. Der vom katholischen Ritus geprägte Festakt „bestand aus der Einzugsprozession [...], einem Pontifikalamt mit Tedeum durch den Erzbischof und der Konsekration des Gotteshauses durch den päpstlichen Nuntius“. Eigens für die Feierlichkeiten wurden mehrere Musikstücke und Choräle komponiert. Die Planung sah zwar ausdrücklich „keine politische Demonstration nationaler Einheit“ vor, allerdings sollte nach Willen des ZDV auch „die harmonische Einheit von katholischer Kirche und preußischem Staat“ demonstriert werden, weshalb im Januar 1848 der preußische König Friedrich Wilhelm IV. zum Fest eingeladen wurde.
Während der Märzrevolution, die in Köln am 3. März 1848 begann, aber hier bis auf den Kölner Fenstersturz einen weitgehend gewaltfreien Verlauf nahm, wurden die weiteren Planungen ausgesetzt. In den folgenden Wochen und Monaten dominierte in Köln ein „liberaler Konstitutionalismus rheinischer Prägung“. Radikale Demokraten wie Karl Marx, der während der Revolution in Köln lebte und die Neue Rheinische Zeitung herausgab, waren in der Minderheit. Als die Planungen im Juli wiederaufgenommen wurden, entschied sich das Fest-Komitee unter dem Eindruck der bisher erfolgreichen Revolution, den Reichsverweser Johann und 25 Delegierte der Nationalversammlung nach Köln einzuladen. Zugleich wurde die Einladung an den preußischen König erneuert.

## Ablauf des Festes
Am Vorabend des Dombaufestes kam der am 29. Juni 1848 ernannte Reichsverweser Erzherzog Johann von Österreich zusammen mit etwa 300 Abgeordneten der Frankfurter Paulskirche per Dampfschiff in Köln an. Sie wurden von einer großen Menschenmenge begrüßt. Erzherzog Johann wurde von Oberbürgermeister Johann Adolf Steinberger empfangen und von der Frankenwerft unter Glockengeläut in die Stadt geführt, die mit vielen schwarz-rot-goldenen und preußischen Flaggen geschmückt war.

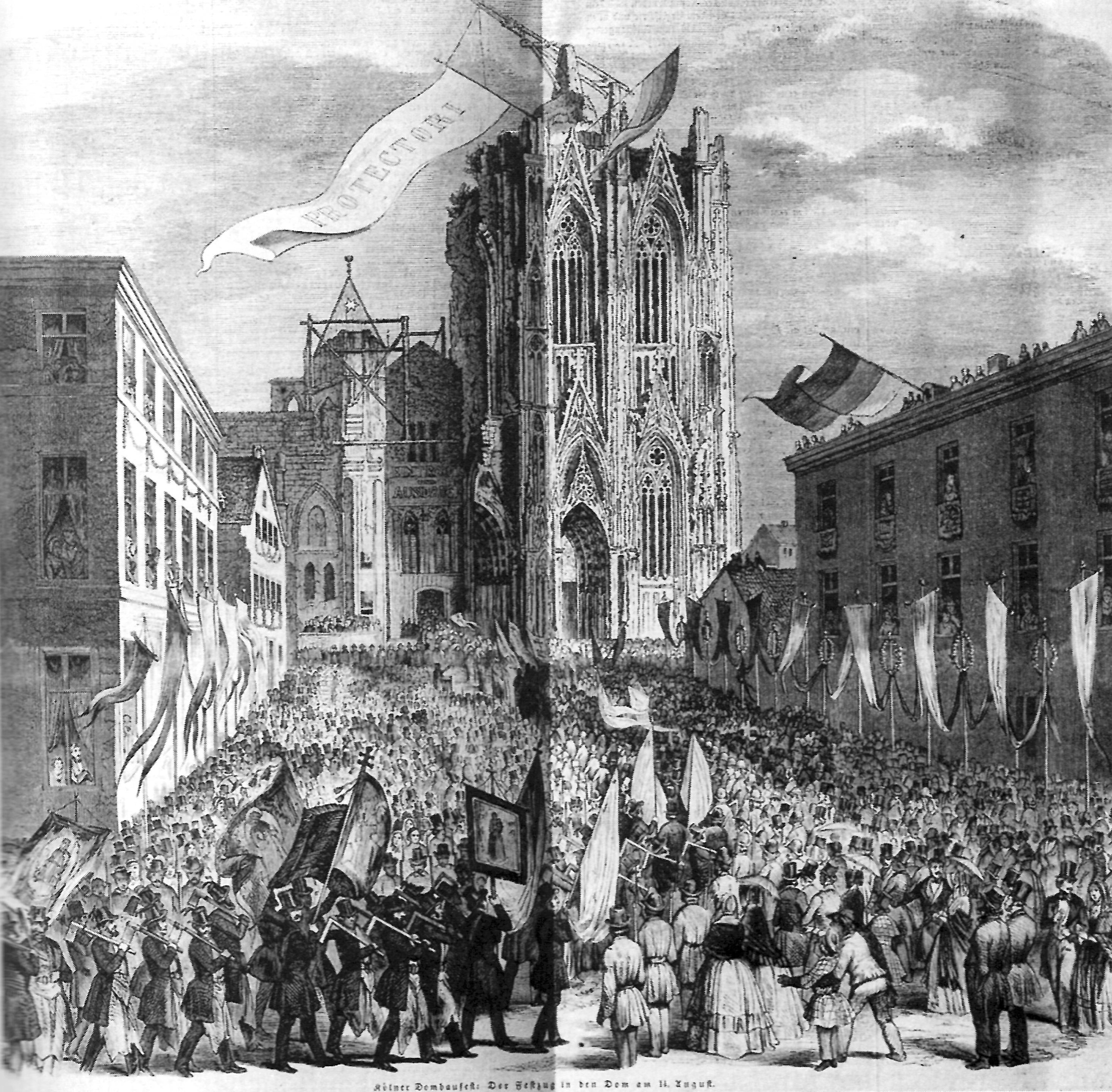
Einzug des Festversammlung durch das Westportal des Domes am 14. August 1848, Holzstich von 1848

Der erste Tag des Festes begann mit einem großen Umzug von Vertretern des ZDV, des Reichsverwesers und der Abgeordneten sowie zahlreicher städtischer Abordnungen vom Neumarkt bis zum Dom. Tausende Menschen säumten den Weg. Dort fand die feierliche Übergabe des unfertigen Doms an den Kölner Erzbischof Johannes von Geissel statt, der selbst Abgeordneter des Paulskirchenparlaments war. Als am Abend der preußische König unter anderem in Begleitung seines Bruders Wilhelm, des Prinzen Friedrich und auch Alexander von Humboldts mit dem Zug in Deutz ankam und von dort mit dem Dampfschiff zur Frankenwerft übersetzte, wurde er von einer begeisterten Menge empfangen.
Der liberale Politiker Gustav von Mevissen – selbst Abgeordneter der Paulskirche – berichtet über die Ankunft der Repräsentanten der Revolution aus Frankfurt im Vergleich zu der des Königs:

„Der Empfang (für die Paulskirchendelegation) in Köln war nicht den Erwartungen entsprechend und die parlamentarische Begeisterung stark ernüchternd. Am Trankgassentor war zwar eine große Volksmenge versammelt, aber deren Interesse war nicht, wie man in Frankfurt gehofft hatte, ausschließlich oder doch ganz vorzugsweise dem Reichsverweser Johann und dem Parlamente zugewandt, vielmehr dem am nächsten Tage ankommenden König von Preußen.“

Friedrich Wilhelm IV. wurde am Rheinufer vom Reichsverweser Johann begrüßt, die anschließend gemeinsam durch die Stadt zogen, was den „Enthusiasmus der Massen auf den Höhepunkt“ getrieben habe. Am späten Abend reiste der Reichsverweser zusammen mit der Delegation des preußischen Königshauses nach Brühl, während die übrigen Repräsentanten der Revolution in Köln blieben.
Am zweiten Tag des Festes, in dessen Mittelpunkt die Weihe des Kirchraums und ein erster Gottesdienst im Dom standen, fand morgens erneut eine Parade vom Neumarkt zum Gottesdienst im Dom statt, bei der Reichsverweser Johann und Friedrich Wilhelm IV. – beide in der Uniform eines preußischen Generals – zusammen in einer offenen Kutsche durch die Stadt zogen. Die Mitglieder des Frankfurter Reichsministeriums und andere Revolutionäre kritisierten den Reichsverweser, der sich damit offenbar bewusst dem König unterordnete. Beim anschließenden Festbankett im Gürzenich konnte Friedrich Wilhelm IV. durch geschickte Inszenierung einer Nagelprobe und des Bruderkusses mit Johann ein weiteres Mal seine Popularität ausspielen. In seinem Bericht über das Domfest schrieb der Satiriker Georg Weerth am 20. August 1848 in der Neuen Rheinischen Zeitung:

„Die beiden Fürsten umarmten und küßten sich; Laut schallte der Jubel der Versammlung […]. Was wollt ihr mehr, die ihr immer noch das Gespenst des Bürgerkriegs zwischen den beiden Kokarden seht? Ist es nicht offenbar, daß es mit aller Zwietracht aus ist?“

Abends lud der preußische König zu einem Festbankett in die Brühler Schlösser ein, zu dem neben dem Reichsverweser jetzt auch die Vertreter der Nationalversammlung eingeladen waren. In der Stadt fand am Nachmittag und Abend ein großes Volksfest mit Volksbelustigungen mit etwa 29.000 Teilnehmern statt, und der Bevölkerung wurden „20.000 Wurstbrötchen und siebzig Fuder Wein“ ausgegeben. Abends wurde die festlich geschmückte Stadt bunt erleuchtet. Der dritte und letzte Tag der Festlichkeiten stand im Zeichen der Hauptversammlung des Dombauvereins. Der preußische König, der Reichsverweser und die Abgeordneten der Nationalversammlung waren inzwischen schon auf dem Heimweg. Größere Proteste gegen das Fest sind nicht überliefert, allerdings hielten demokratische Abgeordnete und der Kölner Arbeiterverein am 13. und 14. August einen Kongress als Gegenveranstaltung ab.

## Bedeutung für das Revolutionsgeschehen
Der Historiker Volker Depkat legte 2004 in einem Aufsatz die bislang umfangreichste Darstellung des Dombaufestes von 1848 vor und erklärt, dass die Bedeutung des Ereignisses „vergleichsweise wenig erforscht“ sei – insbesondere mit Blick auf die Bedeutung für den Verlauf der Revolution 1848. Die Historikerin Kathrin Pilger stellt fest, dass vor dem Fest „das Kräfteverhältnis zwischen dem revolutionären und dem konservativ-antirevolutionären noch völlig offen, das politische Klima umso angespannter“ war. Friedrich Wilhelm IV. habe – so der Biograph David E. Barclay – seine Reise nach Köln (zum ersten Mal verließ er Berlin seit den Revolutionsereignissen) in der Absicht angetreten, seine Beliebtheit in der Bevölkerung zu testen.
Auch andere Publikationen gehen der Frage nach, ob das Dombaufest einen Kipppunkt im Revolutionsgeschehen darstellt, an dem der preußische König seine Popularität gegenüber den revolutionären Kräften ausspielte und seine Vormachtstellung zurückerlangen konnte. Depkat urteilt hierzu: „Die dreitägigen Feierlichkeiten entwickelten sich zu einem Kampf zwischen den überkommenen monarchistisch-absolutistischen und den revolutionär-demokratischen Institutionen, aus dem die preußische Monarchie als eindeutiger Sieger hervorging.“  Der preußische König wusste sich dabei geschickt zu inszenieren. Einerseits behauptete er in Köln mehrfach, das Ziel eines geeinten Nationalstaats mittragen zu wollen: „Die Einheit Deutschlands liegt mir am Herzen; sie ist ein Erbtheil meiner Mutter!“ Andererseits machte er seine Haltung gegenüber den Parlamentariern deutlich, denen er sich am Abend des 14. August mit folgenden Worten vorstellte: „Meine Herren! Um recht gute Freunde zu sein, ist es nothwendig, daß man sich von Angesicht zu Angesicht kennt; deßhalb freut es mich wahrhaft, Sie hier gesehen zu haben. […] Seien Sie überzeugt, daß ich nie vergessen werde, welch ein großes Werk zu gründen Sie berufen sind, wie ich überzeugt bin, daß Sie nicht vergessen werden, daß es in Deutschland Fürsten gibt und ich zu diesen gehöre.“ Dieselbe Haltung drückte der König auch gegenüber dem Reichsverweser aus und konnte das „Turnier um Popularität“ offenbar für sich entscheiden. Jürgen Herres beschreibt demgegenüber die Parlamentarier und Minister als „farblos“ und er schlussfolgert: „Paradoxerweise bestärkten ihn [Friedrich Wilhelm] wahrscheinlich die Sympathien der Kölner Bevölkerung darin, bereits einen Monat später zu einer Reaktionspolitik überzugehen“.
Eine Erklärung, weshalb beim Dombaufest die „latenten politischen Differenzen“ nicht offen zu Tage traten, liefert die Historikerin Ute Schneider damit, dass „der Anlass des Festes, das Jubiläum des Domes und sein Weiterbau, bei den unterschiedlichen politischen Gruppen unumstritten war, und auch für die anwesenden Abgeordneten die monarchistische Autorität und Symbolik letztlich nicht in Frage stand. Auch deshalb verlief das Dombaufest ebenso wie die anderen überwiegend bürgerlichen Feste des Jahres 1848 in den etablierten Bahnen der Festkultur [...].“ Und der Dombauverein als Veranstalter profitierte letztlich vom Ausgang des Festes: „Eine politische Eskalation war ausgeblieben und der König war offensichtlich weiterhin bereit, den Kölner Dombau zu unterstützen.“